# Пшецлав (город)
Пшецлав (пол. Przecław) — город в Польше, входит в Подкарпатское воеводство, Мелецкий повят. Имеет статус городско-сельской гмины. Занимает площадь 16,04 км². Население 1599 человек.
Статус города получил в 2010 году.
Пшецлав находится в исторической области Малая Польша. Основан в 1419 году как частный дворянский город. Во второй половине XVI века находился в Сандомирском Воеводстве. В 1975-1998 годах в Жешувском Воеводстве.

## История
Первое упоминание слова Пшецлав датируется 1258 годом, когда на месте города уже стояла церковь. О поселении Пшецлав впервые упоминается в 1419 году.
Пшецлав утратил статус города в 1919 году, и вновь его получил, когда 28 июля 2009 года совет министров принял решение о возвращении Пшецлаву статуса города с 1 января 2010 года.